# 珍妮姑娘
《珍妮姑娘》(Jennie Gerhardt)是1911年出版的美国小说，作者是西奥多·德莱赛。内容描写穷姑娘珍妮和富家子弟莱斯特相爱、后来孤独一生的惨状，作品对照鲜明、生动刻画了美国社会中的贫富悬殊状况和社会不公的现象。

## 故事简介
珍妮是一个贫困家庭的女孩。在哥伦布的一家旅馆做洗衣工时，她认识了迷恋她的参议员Brander，Brander资助她家并答应她愿意与她结婚，于是两人发生了性关系。不幸的是Brander突然得到了伤寒去世，而怀孕的珍妮后来生下一个女儿Vesta。
珍妮到克里夫兰找工作，在Bracebridge夫人家当女佣。在那里她认识了富豪子弟Lester Kane。Lester追求她，后来两人恋爱并一起到纽约旅行（她对他隐瞒着女儿Vesta），他还向她保证他以后会娶她。两人在芝加哥买下一座房屋居住，三年后他也知道了珍妮的女儿Vesta，当时尽管家人反对他与珍妮在一起生活，不过他并没有屈从于家庭的压力而离开她。珍妮、Lester和Vesta三人在一起安稳生活，后来珍妮还把独身的父亲接过来与他们一起住。后来Lester的父亲病逝，父亲遗嘱规定如果他以后不离开珍妮，他将得不到大量遗产。
此后，珍妮与他到欧洲旅行，碰到了Lester的旧友Letty Pace，而富贵寡妇Letty一直爱慕着他。后来Letty把遗嘱这件事告诉给了珍妮，珍妮就对Lester要求说两人应该分开。此后Lester与Letty结婚，又过上了显赫的富裕生活。而珍妮的女儿Vesta却死于伤寒，后来她又领养了两个孤儿。
后来Lester生病，他告诉珍妮说他一直爱着她，珍妮也一直照顾着他直到他去世。

## 主要人物
- 珍妮/Jennie Gerhardt：穷家女孩，最开始她与她妈妈在哥伦布的一家旅馆做洗衣工，后来她到克里夫兰富贵的Bracebridge夫人家当佣人。莱斯特离开她以后，她搬到芝加哥附近的Sandwood镇居住。
- Mrs Gerhardt：珍妮的母亲
- William Gerhardt：珍妮的父亲，他是属于虔诚的路德教的德裔美国人，是个玻璃制作工人。故事开始他已经生病。后来当他家搬到克里夫蘭时他独自到扬斯敦居住。最终，在其他子女都离开他后，他被珍妮请到芝加哥与珍妮和莱斯特一起居住，最后因伤寒病逝。
- Sebastian Gerhardt：珍妮的哥哥，也叫Bass。
- George、Martha、William、Veronica：珍妮的同胞弟妹。
- Brander参议员：在哥伦布的一家旅馆居住时认识珍妮，他资助了珍妮贫困的家庭，珍妮对他产生好感后两人发生性关系，在与珍妮结婚之前他死于伤寒，后来怀了孕的珍妮生下一个女孩。
- Wilhelmina Vesta：珍妮和Brander的非婚生女儿。珍妮一直对他父亲隐瞒着她直到他在克里夫蘭知道这个孩子。后来，珍妮也对莱斯特隐瞒着她直到他发现这个孩子。后来她10多岁死于伤寒。
- Doctor Ellwanger：哥伦布的医生
- Pastor Wundt：哥伦布的路德教牧师。
- Mrs Bracebridge：珍妮的雇主，她丈夫叫Henry。
- 莱斯特/Lester Kane, 珍妮的第二个情人，故事的男主角。他在拜访他的老朋友Mrs Bracebridge家时认识了当时正当佣人的珍妮。
- Archibald Kane和Mrs Kane：莱斯特的父母，Archibald是汽车制造业的富豪。
- Robert Kane：莱斯特的哥哥，他是个精明的商人。
- Amy、Imogene、Louise：莱斯特的妹妹
- Mrs Jacob Stendhal、Mr & Mrs Carmichael Burk、Mrs Hanson Field、Mrs Timothy Ballinger、Mrs Crag、Mrs Sommerville：珍妮和莱斯特在芝加哥南部的Hyde Park居住时的邻居。
- Samuel E. Ross：与莱斯特合伙的房地产经销商，做生意损失了很多钱。
- Letty Pace：富裕而美丽的寡妇，最后她与她一直爱慕的莱斯特结婚。
- Mrs Davis：50岁的老妇，在Vesta病逝时她帮助了珍妮。
- Rose Perpetua和Henry Stover：Vesta病逝后珍妮领养的两个孤儿。

## 创作
Jennie这个角色身上有作者的妹妹 Mame 和 Sylvia 的影子。作者也承认该书受到了英國小說家托馬斯·哈代于1891年发表的長篇小說《德伯家的苔丝》的影响。